# Украинская национальная армия

Погоны Украинской национальной армии (УНА),1945 г.
12 — генерал-хорунжий; 13 — генерал-поручик; 14 — генерал-полковник

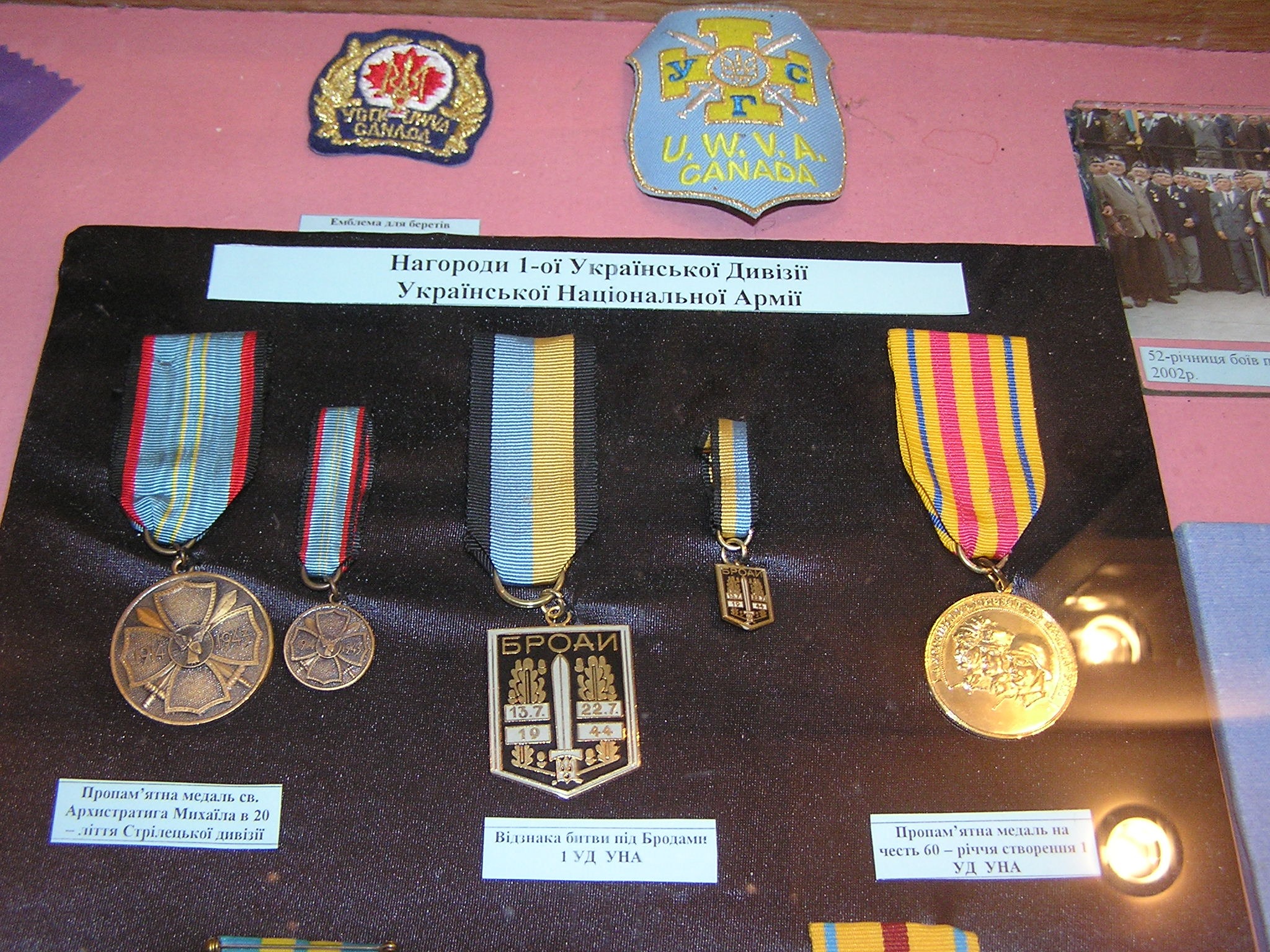
Награды воинов 1-й украинской дивизии Украинской Национальной Армии (экспонаты музея истории Трускавца)

Украи́нская национа́льная армия (УНА, укр. Українська національна армія, нем. Ukrainische Nationalarmee) — официальное название вооружённых сил Украинского национального комитета, формирование которых началось в марте 1945 года в результате стремления нацистской Германии создать в составе Вермахта боеспособное воинское объединение (армию) из этнических украинцев восточных оккупированных земель нацистской Германии (включая военнопленных красноармейцев-украинцев) для борьбы с СССР и странами антигитлеровской коалиции в конце Второй мировой войны.
В отличие от Украинской освободительной армии, УНА создавалась как реальное целостностное воинское объединение (армия) с конкретной структурой. Находилась в стадии формирования. В связи с поражением Германии и окончанием военных действий в Европе, УНА в мае 1945 года прекратила своё существование.

## История
На пятом году войны в Европе, после ряда тяжёлых поражений, немецкое правительство вынуждено было активизировать усилия по вовлечению в активные боевые действия на стороне нацистской Германии представителей народов оккупированных территорий Восточной Европы. С этой целью был создан Комитет освобождения народов России и Русская освободительная армия (во главе с генералом А. Власовым). Когда попытки подчинить ему другие национальные коллаборационистские организации республик Советского Союза не удались, был создан также Украинский национальный комитет (УНК) и провозглашено о формировании «Украинской национальной армии» в составе Вермахта. В эту армию должны были войти соединения и отдельные части Вермахта, сформированные ранее из украинцев и действовавшие разобщённо.
12 марта 1945 рейхсминистр восточных оккупированных земель А. Розенберг подтвердил решение правительства нацистской Германии о создании УНК «как единственного представителя украинского народа» и намерение собрать всех украинцев, сражавшихся в составе германских вооружённых сил, в украинскую освободительную армию. 17.03.1945 Президиум УНК (с согласия президента «Украинской народной республики в изгнании» А. Ливицкого) назначил командующим УНА генерала П. Шандрука, одного их бывших руководителей армии Украинской народной республики (он был одновременно и председателем УНК), а начальником штаба УНА — генерала А. Валийского.
28.03.1945 П. Шандрук принял присягу солдат противотанковой бригады «Свободная Украина» под командованием полковника П. Дьяченко (1 900 солдат) на верность украинскому народу. Эта бригада должна была стать ядром 2-й Украинской дивизии УНА под командованием П. Дьяченко, произведённого в генерал-хорунжие.
В апреле генерал Шандрук прибыл на фронт в Австрию, в дивизию СС «Галиция», и, приняв 25.04.1945 присягу воинов дивизии, формально включил её в состав УНА под наименованием 1-я Украинская дивизия (ок. 16 тысяч человек). В действительности же дивизия оставалась под тактическим контролем Третьего Рейха до окончательной капитуляции. Уже после формального переподчинения она продолжала бороться со словенскими партизанами и до конца войны находилась на линии фронта недалеко от Граца.
В состав УНА были включены также:
- отряды так называемого «украинского вольного казачества»[укр.] под командованием полковника П. Терещенко[укр.] (700 человек);
- 281-я запасная бригада (5 тысяч человек) расположенная в Дании;
- «группа Б» атамана Т. Бульбы-Боровца (50 человек)[1];
- два пехотных полка охранной службы (2 тысячи человек), которые служили в Бельгии и Голландии;
- три куреня (батальона) полевой жандармерии;
- подразделения зенитной артиллерии (курсанты).

Из-за стремительного наступления Красной армии уже не было времени включить в УНА воинов частей Украинской освободительной армии (укр. Українське Визвольне Військо, УВВ), в которой было около 75 тысяч украинцев (во всех частях, подчинённых Верховному командованию вермахта (нем. Oberkommando des Heeres), было 220 тысяч украинцев).
УНА так и не вышла из стадии начальной организации и планирования и как цельное боеспособное воинское объединение так и не состоялась.